# Hydra Head Records
Hydra Head Records est un label indépendant américain fondé au Nouveau-Mexique par Aaron Turner (leader du groupe Isis) en 1993. Après 17 années d'activité le label annonce sa fermeture prochaine le 11 septembre 2012. Le dernier album inédit édité sur le label, Worship Is the Cleansing of the Imagination, issu d'une collaboration entre JK Flesh et Prurient, paraît le 11 décembre 2012. En 2017, la Hydra Head Records publie The Thin Black Duke du groupe Oxbow, un album dont la parution, prévue de longue date, avait dû être reportée en raison des soucis rencontrés par le label.

## Artistes du catalogue

### Actuels
- 27
- Agoraphobic Nosebleed
- The Austerity Program
- Big Business
- Black Face
- Boris
- Cable
- Cave In
- Cavity
- Craw
- Dälek
- Daughters
- Discordance Axis
- Drawing Voices
- Everlovely Lightningheart
- Gridlink
- Harkonen
- Harvey Milk
- Helms Alee
- Heresi
- Jesu
- Kayo Dot
- Keelhaul
- Khanate
- Khlyst
- Knut
- Logh
- Lotus Eaters
- Lustmord
- Mamiffer
- Merzbow
- Nihill
- The Octave Museum
- Oxbow
- Pet Genius
- Phantomsmasher
- Pyramids
- These Arms Are Snakes
- Xasthur
- Zozobra
- The Gersch
- Old Man Gloom
- Scissorfight
- 5ive
- Tusk

### Anciens
- Age of Reason
- Barbaro
- Botch
- Boxer Rebellion
- Buzzov•en
- Cattlepress
- Coalesce
- Converge
- Corrin
- Cult of Luna
- Drowingman
- Isis
- Jesuit
- Kid Kilowatt
- Mare
- Miltown
- Neurosis
- Pelican
- Piebald
- Roswell
- Seven Day Curse
- Six Going on Seven
- Soilent Green
- Sunn O)))
- The Hollomen
- The Never Never
- Today Is the Day
- Torche
- Unionsuit
- Vent

## Référence
1. ↑  (en) R.I.P. Hydra Head Records, Jenn Pelly, Pitchfork, le 11 septembre 2012.
2. ↑  (en) Grayson Currin, « Worship Is the Cleansing of the Imagination », sur pitchfork.com, 12 décembre 2012
3. ↑  (en) Michael Hill, « Oxbow’s Avant-Rock Experiments With Light and Shadow », sur bandcamp.com, 13 avril 2017